# Walter Hilgers

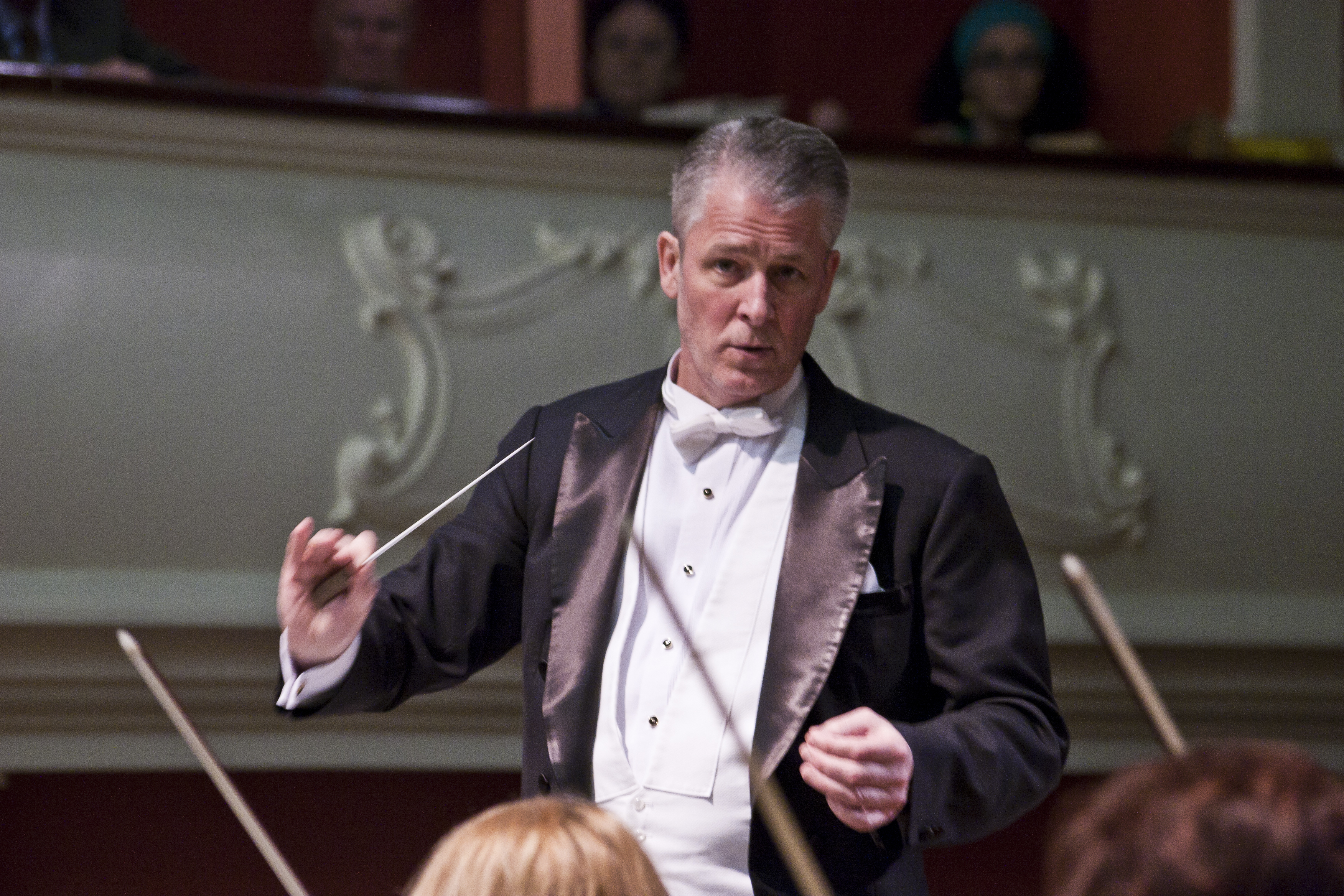
Walter Hilgers (2013)

Walter Hilgers (* 1959 in Stolberg/Rheinland) ist ein deutscher Dirigent und Tubist.

## Leben
Walter Hilgers erhielt seine Instrumentalausbildung in den Fächern Tuba, Kontrabass und Klavier an der Hochschule für Musik und Tanz Köln am Standort Aachen.
Engagements als Tubist führten ihn zu den Düsseldorfer Symphonikern, zum Philharmonischen Staatsorchester Hamburg, zum NDR Elbphilharmonie Orchester, zum Orchester der Bayreuther Festspiele und zu den Wiener Philharmonikern. Er musizierte u. a. unter Herbert von Karajan, Lorin Maazel, Claudio Abbado, Daniel Barenboim, Zubin Mehta, Andre Previn, Pierre Boulez, Georg Solti, James Levine, Seiji Ozawa, Riccardo Muti, Bernard Haitink und Günter Wand.
Als Gründungsmitglied gehörte er von 1984 bis 2007 dem Blechbläserensemble German Brass an.
Im Jahr 1978 begann Hilgers seine Lehrtätigkeit und unterrichtete seither an den Musikhochschulen Düsseldorf, Aachen und Lübeck sowie von 1989 bis 1995 als Professor für Tuba und Blechbläserkammermusik an der Hochschule für Musik und Theater Hamburg. 1995 erfolgte die Berufung an die Hochschule für Musik Franz Liszt Weimar, wo er eine Professur für Bläserkammermusik innehat.
Von 2007 bis 2014 war Walter Hilgers Erster Gastdirigent der Banater Philharmonie Timișoara, Rumänien, und von 2017 bis 2020 war er Chefdirigent des Sinfonieorchesters der Provinz Santa Fe in Argentinien. Seit 2016 ist Walter Hilgers ständiger Gastdirigent und künstlerischer Leiter ehrenhalber der „Paul Constantinescu“ Philharmonie im rumänischen Ploiești. Er leitete als Gastdirigent das Philharmonische Orchester Montevideo, Uruguay, das SODRE Sinfonieorchester Montevideo, das Nationalorchester Buenos Aires, Argentinien, das Philharmonische Orchester Buenos Aires, das Orchester des Teatro Argentino in La Plata, das Philharmonische Orchester Bogotá, Kolumbien, das Radio Kammerorchester Bukarest, das Radio Symphonieorchester Bukarest, die George Enescu Philharmonie Bukarest, die Staatsphilharmonie Košice, das Philharmonische Orchester Zagreb, das Philharmonische Orchester Nizza, die Staatliche Akademische Kapelle St. Petersburg, das Brandenburgische Staatsorchester Frankfurt, das Münchner Rundfunkorchester sowie das Orchester des Nationaltheaters Mannheim.
Darüber hinaus leitete er Kammerkonzerte des Bayerischen Staatsorchesters München, des Philharmonischen Staatsorchesters Hamburg, der Deutschen Radio Philharmonie Saarbrücken Kaiserslautern, der Mecklenburgischen Staatskapelle Schwerin, des Philharmonischen Orchesters Qatar, des Daejeon Philharmonic Orchestra sowie des Sinfonieorchesters von Valencia.